# Greer Skousen
Greer Skousen   (Paquimé, 24 de setembre de 1916 - San Antonio, 20 de març de 1988) fou un jugador de bàsquet mexicà que va competir durant la dècada de 1930.
El 1936 va prendre part en els Jocs Olímpics de Berlín, on guanyà la medalla de bronze en la competició de bàsquet.